# Camp del Voló
El Camp del Voló fou un camp de refugiats situat a la comuna del Voló, a la comarca del Rosselló, de la Catalunya del Nord.
Estava situat a prop al nord del nucli vell del Voló, en una zona actualment urbanitzada.
Va ser un camp de refugiats organitzat per l'estat francès l'any 1939 a les acaballes de la guerra civil espanyola. La seva finalitat era acollir els exiliats espanyols -majoritàriament catalans- que arribaren a la Catalunya del Nord procedents de la zona republicana fugint de l'avanç de les tropes franquistes. A diferència dels camps per a la població militar, com els d'Argelers, Sant Cebrià de Rosselló i el Barcarès, aquest era un camp provisional de classificació dedicat especialment a dones, criatures i vells en trànsit per ser embarcats a l'estació de tren cap a municipis que s'oferien a acollir-los.
Entre la població civil que hi fou reclosa hi hagué un dels fundadors d'Esquerra Republicana de Catalunya, Nicolau Battestini i Galup.